# 封怀凤仙花
封怀凤仙花（学名：Impatiens fenghwaiana）为凤仙花科凤仙花属的植物，是中国的特有植物。分布于中国大陆的江西等地，生长于海拔500米至1,000米的地区，多生长在林缘及草地潮湿处，目前尚未由人工引种栽培。